# تئودوریک بلند
تئودوریک بلند (زادهٔ ۲۱ مارس ۱۷۴۱ – درگذشتهٔ ۱ ژوئن ۱۷۹۰) که به تئودوریک بلند جونیور نیز شهرت داشت، برده‌دار، مزرعه‌دار، پزشک، سرباز و سیاستمدار آمریکایی از شهرستان پرنس جورج، ویرجینیا بود. او به یکی از شخصیت‌های مهم در ایجاد حکومت جدید ایالات متحده مبدل شد، از ویرجینیا هم در کنگره قاره‌ای و هم در مجلس نمایندگان ایالات متحده (تا هنگام وفات در جریان وظیفه) نمایندگی نمود، برای چندین دوره به عنوان نماینده شهرستان پرنس جورج در مجلس نمایندگان ویرجینیا خدمت کرد و همچنین از این شهرستان در کنوانسیون تصویب ویرجینیا نمایندگی کرد.

## اوایل زندگی و تحصیلات
بلند در ۱۷۴۱ میلادی در شهرستان پرنس جورج در یکی از خانواده‌های معروف مزرعه‌دار در مستعمره ویرجینیا به‌دنیا آمد. والدین وی تئودوریک بلند اهل کاوسونز و فرانسیس الیزابت (بولینگ) بلند نام داشتند. مادر وی تنها فرزند و وارث سروان دروری بولینگ و الیزابت مریویدر، صاحبان کشت کلان «کیپاکس»، بود و تئودوریک جوان پس از مادرش این کشت کلان را به ارث برده و مدیریت کرد.
نیاکان او سال‌ها قبل در ویرجینیا ساکن شده بودند، به رهبران مدنی آن منطقه مبدل شده (از این‌رو برخی اوقات از آنها به عنوان نخستین خانواده‌های ویرجینیا یادآوری می‌گردد) و با به‌کارگیری بردگان در کشت‌های کلان به شکوفایی و موفقیت رسیده بودند. همانند پدرش که در جریان جنگ انقلاب آمریکا در دوره اولیه سنای ویرجینیا خدمت نموده و از شهرستان پرنس جورج و شهرستان‌های همجوار، شهرستان جزیره وایت و شهرستان سری نمایندگی می‌کرد، او نیز پس از تئودور بلند اهل وست‌آور نام‌گذاری شده بود، کسی که در ۱۶۶۰ میلادی به عنوان رئیس مجلس ایالتی ویرجینیا خدمت نموده و همزمان از شهرستان چارلز سیتی (حالا شهرستان هنریکو) از ۱۶۶۱ میلادی تا زمان مرگش احتمالاً در ۱۶۷۲ میلادی، نمایندگی کرد. پدربزرگ وی ریچارد راندولف با الیزابت راندولف، دختر ویلیام راندولف از جزیره ترکیه، ازدواج نمود. عموی وی ریچارد بلند، پسر دایی پدرش پیتون راندولف و خویشاوندان نزدیک آنها توماس جفرسون، از جمله افرادی بودند که پیش از وی در مجلس‌های قانون‌گذاری ایالتی و همچنین کنگره انتخاب شده بودند.
پس کسب آموزش در خانه توسط معلوم خصوصی طبق روال معمول در میان طبقه وی، او در سن ۱۱ سالگی برای تحصیلات به بریتانیای کبیر فرستاده شد و یک پسر برده به‌نام تام به عنوان خادم، وی را همراهی می‌کرد. بلند در نخست در یورک‌شر آموزش دید. بعداً به اسکاتلند رفت تا در دانشگاه ادینبرا در رشته پزشکی آموزش ببیند و در ۱۷۶۳ میلادی به عنوان پزشک از این دانشگاه فارغ‌التحصیل گردید.

## اوایل حرفه و ازدواج
بلند به ویرجینیا بازگشت و حرفه پزشکی خود را آغاز کرد، او همچنین با پیروی از رسم خانوادگی خود در سیاست و مزرعه‌داری با به‌کارگیری برده، دخیل شد. وی در ۱۷۶۸ میلادی با مارتا دینجرفیلد ازدواج نموده و احتمالاً در آن زمان کیپاکس ساکن شد. (والدین وی به کاوسونز نقل مکان کرده بود) از اینرو بلند یک مزرعه‌دار و برده‌دار بزرگ شد. بلند در اواخر دهه ۱۷۶۰ میلادی حرفه پزشکی را ترک نموده و به «مزرعه‌داری و سیاست ادامه داد». او قبل از آغاز جنگ در امور سیاسی دخیل شده و به عنوان منشی شهرستان پرنس جورج خدمت کرد.

## جنگ انقلاب آمریکا
با نزدیک شدن انقلاب، بلند بر مبنای نظریات ویگ خود با شورشی‌ها هم‌سو شد. او یا پدرش تحت نام مستعار «کاسیوس» مقاله‌های در ویرجینیا گزیتی منتشر کرده و از لرد دنمور نقد نمودند، وی همچنین در ۱۷۷۵ میلادی به «کمیته اطلاعات» محلی ملحق شده و در یافتن محل تسلیحات و جنگ‌افزار برای آرمان میهن‌دوستی کمک کرد. در ژوئن ۱۷۷۶، بلند مأموریتی را به عنوان سروان در سواره نظام ویرجینیا پذیرفت. او به سرعت به درجه نظامی سرهنگ ترفیع نموده و نخستین سواره نظام سبک قاره‌ای را فرماندهی نمود، گروه نظامی که اغلب در گزارش‌ها و مکاتبات انقلاب از آن به عنوان «اسب ویرجینیای بلند» یاد می‌شود. (به مقالات و مکاتبات بلند میان وی و جورج واشینگتن مراجعه نمایید). هنگام خدمت به عنوان سرهنگ، بلند مستقیماً به جورج واشینگتن گزارش می‌داد. او در ۱۷۷۹ میلادی از خدمت فعال در سواره نظام به دلیل وضعیت سلامتی نامساعد کنار رفت، وضعیتی که از دوران جوانی با آن دست و پنجه نرم می‌کرد.
بلند با مشاهداتی که در براندی‌وین انجام داده بود، موقعیت صحیح ارتش‌های اصلی لرد کورن‌والیس و هاو را به ژنرال واشینگتن فراهم نمود؛ بلند دو گزارش مجزا نوشت و سرهنگ جیمز راس از پنسیلوانیای هشتم یک گزارش دیگر نوشته و در مورد تحرکات نیروهای بریتانیای گزارش داد. گزارش این دو مرد با گزارش سرهنگ هازن سازگاری داشت. با این وجود، گزارش‌های آنها غلط تعبیر شد تا اینکه تقریباً خیلی دیر شده بود. بدون اطلاعات صحیح بلند، راس و هازن، بدترین پیامد ممکن بود بر ارتش واشینگتن در براندی‌وین فرود آید.
برخی از گزارش‌های بعدی می‌گویند که اسب ویرجینیای بلند پس از این رویداد به وظایف دیده‌وری موظف گردیدند. در زندگی‌نامه ۱۹۲۲ وی از جان راندولف، مورخ ویلیام کابیل بروس پیشنهاد نمود که رویداد براندی‌وین واشینگتن را ترغیب کرد تا از سواره نظام خود برای مأموریت دیده‌وری استفاده کند تا اینکه آنها در آرایش جنگی در خط مقدم قرار گیرند، چیزی که در براندی‌وین اتفاق افتاده بود. با این حال، مشکلات دیده‌وری منتج به خطاهای براندی‌وین شده بود.
زمانی که بلند در ۱۷۷۹ میلادی برای بازیابی سلامت خود به ویرجینیا بازگشته بود، بنا بر درخواست ژنرال واشینگتن، او همچنین به عنوان رئیس زندانی که افسران بریتانیایی زندانی بودند، در شارلوتزویل خدمت کرد. او همچنین در این زمان مشغول تأمین اسب‌های با کیفیت به افسران و سواره نظام واشینگتن هم از اصطبل خود و هم از اصطبل‌های دیگران بود. به عنوان شرکت‌کننده در اجتماع اولیه اسب‌سواری در آمریکا، بلند مالک یک اصطبل بزرگ بود و از طریق دوستان و بستگان به سایر اسب‌ها نیز دسترسی داشت. بلند حدود ده سال قبل از آغاز جنگ در دهه ۱۷۶۰ میلادی به‌خاطر همان مشکلات سلامتی از حرفه پزشکی خود بازنشسته شده بود و در نهایت به او اجازه داده شد تا در اواخر ۱۷۷۹ میلادی به‌خاطر همان مشکلات پزشکی از خدمت نظامی نیز بازنشسته شود. با این حال، او دوباره در ۱۷۸۵ میلادی مأموریتی را از سوی فرماندار پاتریک هنری به عنوان معاون شهرستان پرنس جورج که مسئولیت‌های نظامی نیز داشت، پذیرفت.

## سیاست‌مدار و مزرعه‌دار
حرفه سیاسی بلند قبل از انقلاب آغاز شده بود و این زمانی بود که او به عنوان منشی شهرستان پرنس جورج شروع به خود نمود و همچنین روابط بسیار عالی با مجلس ایالتی ویرجینیا داشت. به عنوان مزرعه‌دار، او همانند پدر و پدربزرگ خود به کشت تنباکو، نیل و گندم می‌پرداخت.
متعاقب جنگ، بلند به کار خود به عنوان منشی شهرستان ادامه داد و از طریق این سمت خود با مجلس عمومی ویرجینیا در تماس بود، جاییکه پدر وی به عنوان نماینده مجلس سنا و ادموند بلند به عنوان نماینده در مجلس نمایندگان ویرجینیا خدمت می‌کرد. در ۱۷۸۰ میلادی، مجلس عمومی ویرجینیا بلند را به عنوان نمایند ویرجینیا در کنگره قاره‌ای انتخاب نمود، او تا ۱۷۸۳ میلادی در این کنگره به خدمت پرداخته و در راستای ایجاد حکومت جدید ایالات متحده همکاری کرد.
پس از اینکه پدر وی به شهرستان آملیا نقل مکان کرد، بلند مسئولیت شهرستان کاوسونز را بر عهده گرفت (ظاهراً در حوالی سال‌های ۱۷۸۳–۱۷۸۴ میلادی، پس از بازگشت او از کنگره قاره‌ای به ویرجینیا و مرگ پدرش). پس از آن بلند کیپاکس را به عنوان یک کشت-باز مدیریت کرد. در ۱۷۸۶ میلادی، بلند رد مجلس ویرجینیا انتخاب گردیده و تا ۱۷۸۸ میلادی در آنجا خدمت کرد.
در ۱۷۸۸ میلادی، رأی‌دهندگان شهرستان پرنس جورج بلند و روفین را به عنوان نماینده خود در کنوانسیون ویرجینیا انتخاب نمودند، کنوانسیونی که برای تصویب قانون اساسی ایالات متحده فراخوانده شده بود. بلند بر علیه تصویب رأی داد، چون او معتقد بود که این قانون اساسی به یک حکومت مرکزی قدرت بیش از حد تفویض می‌کند.
پس از نافذ شدن قانون اساسی، مجلس قانون‌گذاری ویرجینیا بلند را به نخستین کنگره ایالات متحده انتخاب نمودند، (او در این انتخابات هیچ رقیبی نداشت). او از ۴ مارس ۱۷۸۹ تا هنگام مرگ خود به عمر ۴۹ سالگی در ۱۷۹۰ میلادی، در مجلس نمایندگان خدمت کرد. او هنگام شرکت در جلسه کنگره در شهر نیویورک درگذشت و ویلیام بی گلیس به عنوان جایگزین وی انتخاب گردید. بلند نخستین عضو مجلس نمایندگان بود که در جریان شغلش وفات کرد. ویلیام برانچ گلیس مدت باقی‌مانده دوره وی را تکمیل کرد.

## مرگ و میراث
بلند در نخست در محوطه کلیسای ترینیتی نیویورک در منهتن جنوبی به خاک سپرده شده بود. (کلیسای ترینیتی در اواخر قرن بیستم میلادی به عنوان یک مکان ملی تاریخی تعیین شد). در ۱۸۲۸ میلادی، جسد وی از آنجا انتقال داده شده و مجدداً در گورستان کنگره‌ای در واشینگتن دی‌سی. به خاک سپرده شد.
همسر وی مارتا بلند پس از مرگ او در قید حیات بود و دو بار دیگر ازدواج کرد. همسر وی یک زن مستقل بود و با اجراء کردن قراردادهای ازدواج برای کنترل زمین‌های خود، املاک بلند را مدیریت می‌کرد.
بلند ۲ آکر زمین را در بلندفورت هیل در نزدیکی کلیسا به ارث گذاشت تا مدرسه‌ای برای آموزش جوانان ساخته شود و اصرار نموده بود تا این مدرسه در جریان ۱۵ سال پس از مرگ وی ساخته شود، اما ارثیه وی منقضی گردید چون هیچ مدرسه‌ای ساخته نشد.
اگرچه ساختمان‌های مزرعه کیپاکس مدت‌ها قبل از بین رفته و شهر هوپ‌ول در محل آن تأسیس شده‌است، اخیراً این منطقه توسط انجمن نیکداشت باستان‌شناسی خریداری گردیده و حفاری‌های باستان‌شناختی در حال انجام شدن است.